# Kopervik
Kopervik est une ville du comté de Rogaland en Norvège ayant en 2014 une population de 8 215 habitants. Elle est située sur l'île de Karmøy

## Historique
Kopervik a été déclarée comme ville le 16 août 1866, par séparation d'avec la municipalité de Avaldsnes. Il fait désormais partie de la municipalité de Karmøy (Comté de Rogaland, district de Haugaland, région de Vestlandet, sud-ouest du pays). 
Sverre de Norvège (1152-1202) y aurait fait construire un châtelet